# 카를루스고메스

카를루스고메스의 위치

카를루스고메스(포르투갈어: Carlos Gomes)는 브라질 히우그란지두술주의 도시로 면적은 83.154km2, 인구는 1,719명(2007년 기준), 인구 밀도는 21명/km2이다.